# 대구보호관찰소 포항지소
대구보호관찰소 포항지소는 대구보호관찰소의 보호관찰, 사회봉사·수강명령 집행과 판결전조사·환경조사 및 범죄예방 활동 등의 업무를 분장·수행하기 위하여 설립된 대한민국 법무부 범죄예방정책국 예하 대구보호관찰소 소속기관으로 포항지소장(4급)은 서기관으로 보한다. 경상북도 포항시 북구 해안로 481에 위치하고 있다.